# Astochia annulipes
Astochia annulipes là một loài ruồi trong họ Asilidae. Astochia annulipes được Hermann miêu tả năm 1917. Loài này phân bố ở miền Ấn Độ - Mã Lai.